# Espitlles (Santa Margarida i els Monjos)
Les Espitlles és un conjunt de cases de Santa Margarida i els Monjos (Alt Penedès) inclosa a l'Inventari del Patrimoni Arquitectònic de Catalunya.

## Descripció
La caseria d'Espitlles és formada per un agrupament de quatre cases, anomenades El Castell, Can Rito, Can Trinquet i Can Brugal. Hi sobresurt una masia amb notables dependències agrícoles, així com un magatzem amb coberta a dues vessants i galeria annexa de grans dimensions formada per arcades de mig punt. El conjunt es completa amb un pati amb tanca de grans carreus de pedra picada.

## Història
El lloc d'Espitlles apareix documentat el 974 com a possessió del monestir de Sant Pere de Rodes. La casa més moderna del conjunt és anomenada El Castell i, d'acord amb els veïns, va substituir un edifici anterior, fortificat. La construcció d'aquest edifici va realitzar-se l'any 1859, i compta amb uns notables cellers i magatzems.